# Beast Busters (système d'arcade)
Pour les articles homonymes, voir Beast Busters.
Beast Busters est un système d'arcade, créé par la société SNK et commercialisé en 1989.

## Description
Juste avant la sortie du Neo-Geo MVS en 1990, SNK lance ce 'hardware' qui sera vite abandonné.
Ce système utilise un Motorola M68000 en tant que processeur central, comme tous les derniers systèmes de chez SNK. Le son est géré par un Zilog Z80 et des puces sonores Yamaha YM2610 et YM2608 (Mechanized Attack seulement),. Notons l'introduction pour la première fois chez SNK d'un son stéréophonique sur un de ses systèmes d'arcade.
Le système Beast Busters aura une durée de vie très courte, seulement deux jeux sortent, dont l'excellent Beast Busters.

## Spécifications techniques

### Processeur
- Processeur central : Motorola 68000 cadencé à 12 MHz

### Affichage
- Résolution : 256 × 224
- Palette couleurs :
  - 2048 couleurs (Beast Busters)
  - 1024 couleurs (Mechanized Attack)

### Audio
- Processeur sonore : Zilog Z80 cadencé à 4 MHz
- Puces audio :
  - Yamaha YM2610 cadencé à 8 MHz (Beast Busters seulement)
  - Yamaha YM2608 cadencé à 8 MHz (Mechanized Attack seulement)
- Capacités audio : Stéréo

## Liste des jeux
| Titre             | Développeur | Éditeur | Genre | Année |
| ----------------- | ----------- | ------- | ----- | ----- |
| Beast Busters     | SNK         | SNK     |       | 1989  |
| Mechanized Attack | SNK         | SNK     |       | 1989  |